# Гусаков, Глеб Владимирович
Глеб Владимирович Гусаков (род. 1966) — писатель-фантаст, вместе с соавтором Александром Вячеславовичем Христовым известен под псевдонимом Ярослав Веров. Кроме того — реставратор, издатель, директор фестиваля фантастики «Созвездие Аю-Даг» и литературного семинара  «Партенит».

## Биография
Глеб Владимирович Гусаков родился 23 октября 1966 года в Донецке. В 1985—1987 годах служил в рядах советской армии. В 1990 году окончил Донецкий политехнический институт (ныне — Донецкий национальный технический университет), в 1993 — аспирантуру Донецкого физико-технического института (ДонФТИ) по специальности «Физика твердого тела». Сейчас работает в ДонФТИ на должности ведущего инженера.
Работал редактором издательства «Сталкер».
Женился первый раз в 1988 г., дочь Ксения (1991 г.р.)
Второй раз женился 19 января 2022 года на писательнице Юлиане Лебединской, с которой до этого прожил в гражданском браке 8 лет.

## Творчество

### Начало творческого пути
В школе Глеб втайне от всех сочинял стихи и рассказы, учитель русского языка и литературы предрекал ему блестящее писательское будущее. Однако всерьез литературной деятельностью Глеб Гусаков занялся спустя годы. В 1995 году он попал в серьёзную автокатастрофу, чудом в ней выжил, после чего оставил бизнес, которым зарабатывал на жизнь в нестабильные 1990-е, и вернулся из длительного отпуска в Донецкий физико-технический институт. И в этом же году вспомнил о своей любви к фантастической литературе и писательству.

### Ярослав Веров
Основная часть литературного творчества Глеба Гусакова создана им в соавторстве с Александром Вячеславовичем Христовым под псевдонимом Ярослав Веров.
Работает Веров в направлении научной фантастики, философской мистики, психологической прозы, юмористической фантастики. Причем, в случае Ярослава Верова под юмористической фантастикой может скрываться литературный анекдот, добрая ирония, тонкая пародия, ядовитый сарказм, мрачный гротеск…
Ярослав Веров — экспериментатор. Он любит смешивать в своих произведениях абсолютно разные направления. Яркий пример смеси мистики и фантастической сатиры — роман «Господин Чичиков».

### Веров-Минаков
В 2006 году Глеб Гусаков, оставаясь под псевдонимом Веров, составил новый соавторский дуэт с Игорем Валерьевичем Минаковым. В отличие от играющего со стилями Ярослава Верова, Веров-Минаков работал исключительно в жанре твердой научной фантастики. И не просто работал — Веров-Минаков одним из первых начал возрождать научную фантастику, пришедшую в русскоязычной литературе в упадок.
Соавторы выпустили романы «Десант на Сатурн, или Триста лет одиночества» (2008), «Десант на Европу, или Возвращение Мафусаила» (2008), сборник "Операция «Вирус» (2010) и повесть Cygnus Dei (2010).
В 2013-м году соавторы удостоились премии "Меч Бастиона" - вручается по решению Коллегии ЛФГ "Бастион", за особые заслуги в развитии фантастики.

### НФ-возрождение
Глеба Гусакова можно по праву назвать идеологом возрождения отечественной научной фантастики. Под возрождением НФ Глеб понимает не возвращение к старой советской фантастике, а поднятие современной русскоязычной НФ на новый качественный уровень.
Вот как сам Глеб Гусаков характеризует идеальный НФ-роман:

…это нечто такое:
а) текст, в котором фантастические допущения не идут вразрез с естественнонаучной картиной мира;
б) масштабное произведение, включающее в себя такие важные компоненты, как философия, этика, социология; для раскрытия этих философских, этических и социальных конфликтов критично важно избранное автором фантдопущение (система фантдопущений) — без него разрешение этих конфликтов или хотя бы постановка соответствующих вопросов невозможны;
 в) динамика внешнего и внутреннего действия, сюжетная острота – времена «лекций профессора Петрова» миновали, все идеи выражаются через конфликты и действие.— www.labirint.ru/news/6923/

## Реставратор

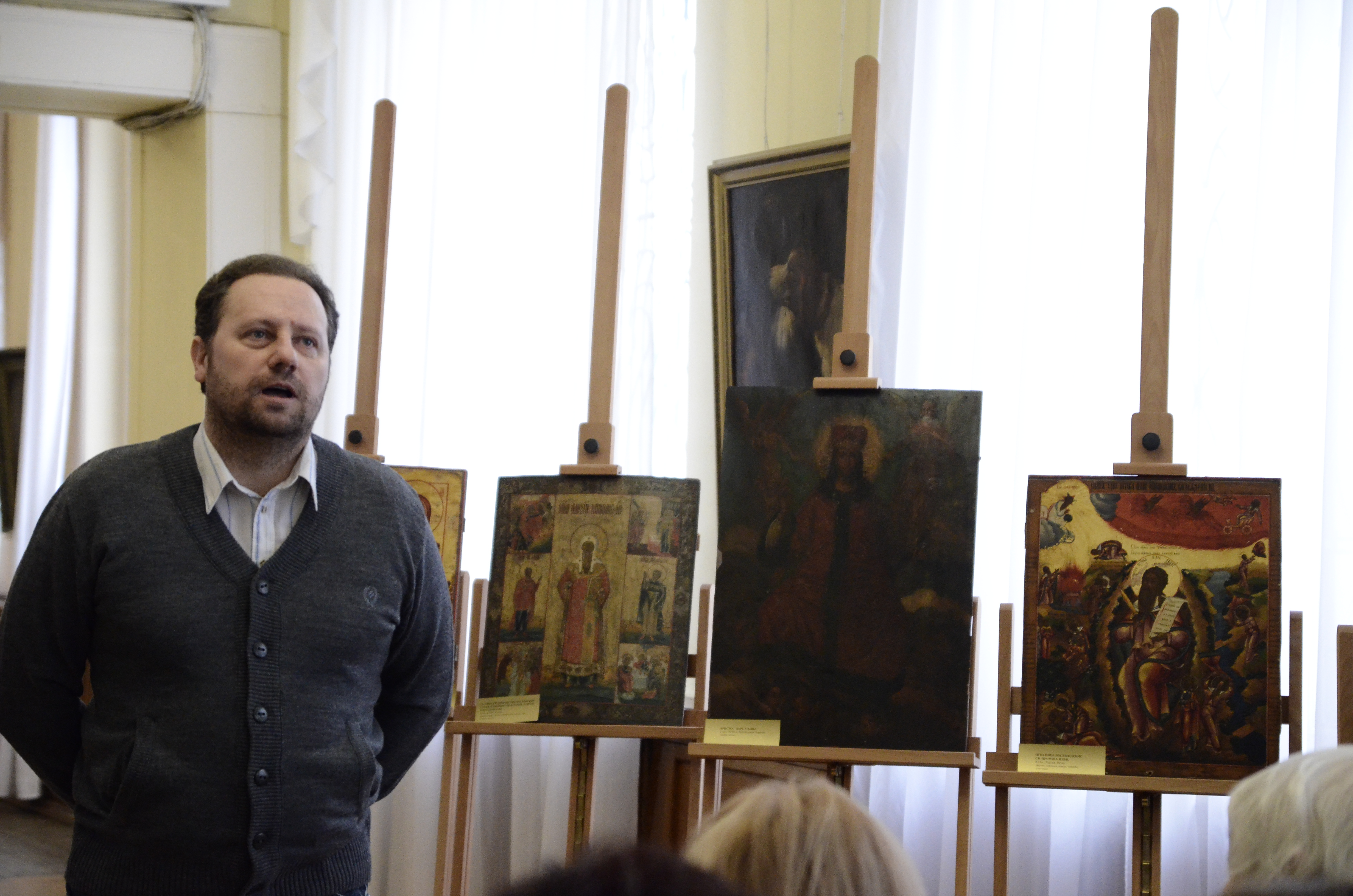
Олег Зданович

В 1995 году Глеб Гусаков увлекся реставрацией икон . Учился у отца — Владимира Николаевича Гусакова и своего дяди (брата отца) — Бориса Николаевича Гусакова, профессионального художника. Кроме того, в домашней библиотеке имелось много книг по искусству и древнерусской иконе. На сегодняшний день (июль, 2012 год) Глеб Гусаков вернул к жизни сотни икон.
В соавторстве с коллекционером Олегом Мечиславовичем Здановичем выпустил альбом «Всем Скорбящим Радость. Иконы XVI—XX вв. В частных собраниях г. Донецка»  и книгу-альбом «Благовещение. Хроники спасенного иконостаса»,.
19 июля 2012 года Глеб Владимирович Гусаков был удостоен Благословенной архиерейской грамоты за успешное проведение работ по восстановлению и реставрации вновь обретённого чудотворного образа «Спас Малочернечинский».

## Издательство «Снежный Ком М»

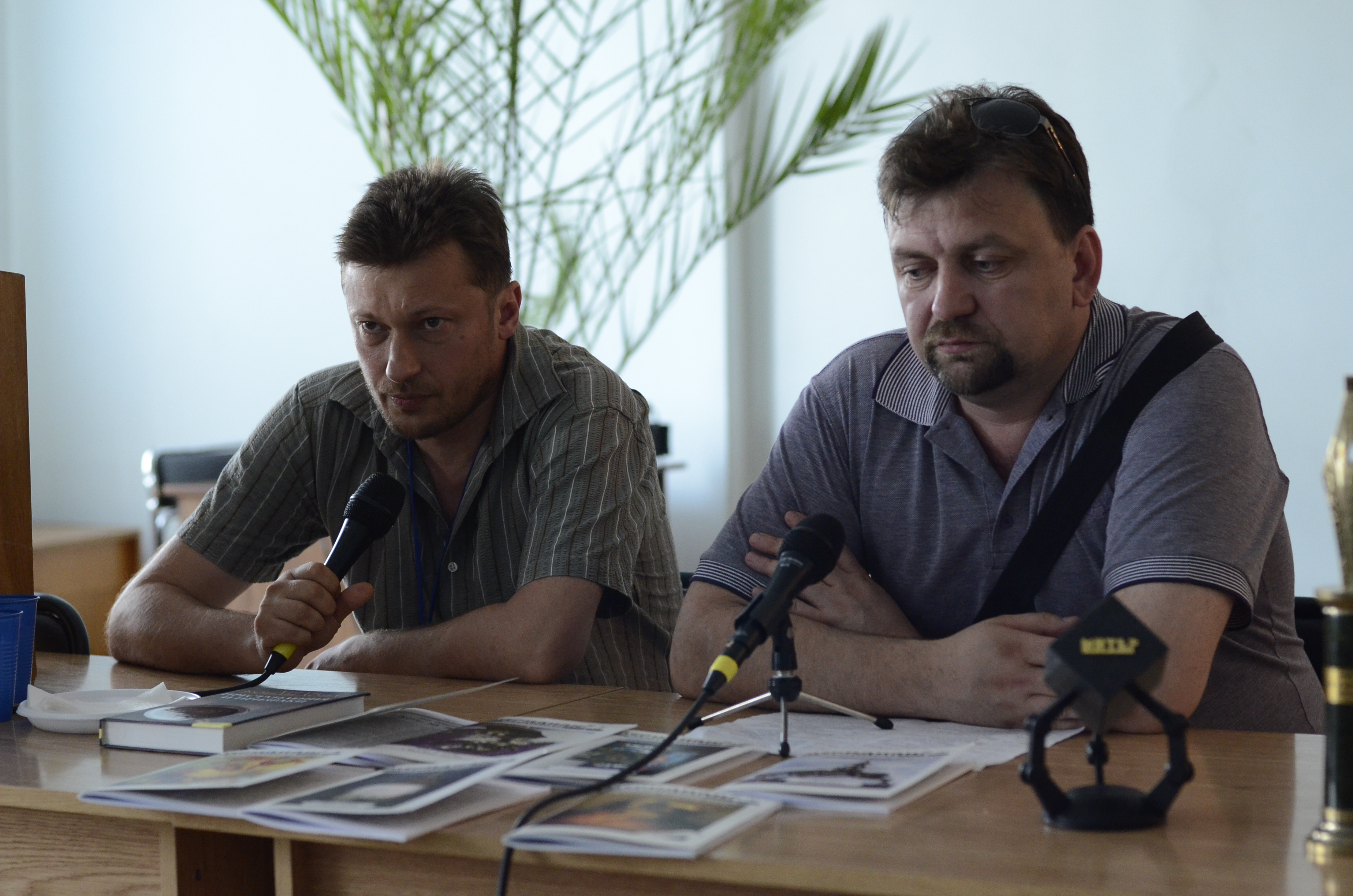
Глеб Гусаков и Эрик Брегис

С 2006 по 2009 год издательство «Снежный ком» (без литеры «М») базировалось в Риге, редактором был Эрик Брегис. Но сложности, связанные с логистикой, заставили Эрика Брегиса задуматься о том, чтобы перенести издательство в Москву. В этом ему и помог Глеб Гусаков. Совместные усилия соучредителей позволили зарегистрировать новое издательство в Москве под новым брендом «Снежный ком М». Весной 2010 года вышли первые книги — сборник Ярослава Верова и Игоря Минакова «Операция „Вирус“» (серия «Настоящая фантастика») и сборник Дмитрия Колодана «Время Бармаглота» (серия «Нереальная проза»).
В 2011 году к двум постоянным сериям издательства добавилась ещё одна — «Антология», включающая в себя тематические сборники повестей и рассказов. Открыли серию провокационные антологии «Классициум» и «Феминиум». В первой книге современные авторы-фантасты писали от имени классиков литературы, во второй — авторы-мужчины писали от женского имени феминистическую прозу (авторы-женщины, впрочем, в антологии тоже присутствуют).
В 2012 году на сайте «Снежного Кома М» открылся «Книжный киоск», в котором можно приобрести электронные версии всех книг издательства, а также книг, которые по некоторым причинам не были изданы в бумаге.
Среди авторов издательства «Снежный Ком М» — как ветераны фантастики (Далия Трускиновская, Павел Амнуэль, Зиновий Юрьев, Евгений Филенко), так и молодые таланты (Тим Скоренко, Борис Георгиев, Аждар Улдуз)

## Фестиваль фантастики «Созвездие Аю-Даг»
Фестиваль фантастики «Созвездие Аю-Даг» впервые состоялся в 2007 г. в пгт. Партенит (АР Крым, Алуштинская обл.). Организатором был общекрымский КЛФ "Фанданго" под руководством Валерия Гаевского , председателем конвента была Светлана Позднякова. Конвент получился не очень удачным, однако благодаря ему Светлана познакомилась с Глебом Гусаковым. Второй и последующие фестивали они организовывали вместе, вплоть до 2013 года.
С 2014 года фестивалем руководит Глеб Гусаков.
На фестивале «Созвездие Аю-Даг» проходят творческие встречи с известными писателями, фотовыставки, экскурсии.
Для молодых авторов регулярно проводятся конкурсы и мастер-классы по написанию НФ-рассказов, фентези-рассказов, рецензий и очерков. По итогам этих мероприятий выходит периодический сборник повестей и рассказов «Настоящая фантастика».
Среди гостей фестиваля — Генри Лайон Олди, Антон Первушин, Сергей Лукьяненко, Вадим Панов, Дмитрий Скирюк, Дмитрий Казаков и другие.

## Литературный семинар «Партенит»
Литературный семинар «Партенит» впервые состоялся в 2009 году в одноименном крымском поселке, под руководством Глеба Гусакова и Светланы Поздняковой. С 2014 года - под руководством только Глеба Гусакова.
Семинар проходит каждый год в мае, длится неделю.
До 2014 года Семинар проходил при участии мастеров Генри Лайона Олди и Андрея Валентинова.
На нём рассматривалось четырнадцать неопубликованных романов молодых авторов. Семеро из них составляло группу Генри Лайона Олди, семеро — группу Андрея Валентинова.
В 2015 году состав мастеров и структура семинара изменились. Вместо двух групп романов работает одна романная группа (под руководством Глеба Гусакова и Дмитрия Скиирюка) и группа повестей (2015 год - под руководством Далии Трускиновской, 2016 - Дмитрия Казакова).
Задача мэтров — пристально изучить тексты своих подопечных, указать на ошибки, дать советы по улучшению произведения. Участники и вольнослушатели семинара также имеют право высказываться по текстам коллег.
Лучшие произведения рекомендуются к изданию, иные — могут быть рекомендованы после некоторой переработки. Кроме того, и мэтры, и директор семинара (Глеб Гусаков) всячески способствуют продвижению своих выпускников.— ведут переговоры с издательствами о публикации романов семинаристов, дают советы по доработке текстов и после завершения семинара.
Кроме того, на сайте Литературного семинара "Партенит" выкладывались стенограммы заседаний  , чтобы молодые авторы, не попавшие на семинар, могли тоже чему-то научиться.
На семинаре также проходит мастер-класс по фантастическому рассказу под руководством Глеба Гусакова и Антона Первушина, затем - под руководством Глеба Гусакова и Сергея Чекмаева. Произведения-победители отсылались Борису Натановичу Стругацкому с перспективой публикации в журнале Полдень. XXI век , а также принимаются к печати в сборниках «Снежного Кома М».
Глеб Гусаков о концепции семинара:
```

```

"Видите ли, я убежден, что молодому и талантливому (без иронии) автору надо помогать. Утверждение, мол, талант сам пробьет себе дорогу — не представляется мне истинным. Разумеется, «научить таланту» нельзя, но подтолкнуть, указать, не дать свариться в собственном соку — можно и должно".— Интервью критика Василия Владимирского с Глебом Гусаковым. Архивировано 12 декабря 2012 года.

## Награды и премии
- 2002 — Интерпресскон. Премия в номинации «Сверхкороткий рассказ»
- 2003 — Звёздный мост. Лучшая дебютная книга. 1 место («Золотой Кадуцей»)[24]
- 2008 — Басткон. Премия «Чаша Бастиона». 3 место
- 2008 — Басткон. Премия «Бесобой»
- 2008 — Звёздный мост. Лучший цикл, сериал и роман с продолжением. 1 место («Золотой Кадуцей»)[25]
- 2009 — Бронзовый Икар. Лучшее художественное произведение
- 2009 — Серебряная стрела. Со-творение (лучшее соавторство)
- 2009 — Серебряная стрела. «Стремительный домкрат»
- 2009 — Басткон. Премия «Чаша Бастиона». 1 место
- 2011 — Басткон. Премия «Чаша Бастиона». 1 место
- 2012 — Созвездие Аю-Даг. Премия "Созвездие Малой Медведицы". 1 место
- 2013 — Басткон. Премия «Меч Бастиона»
- 2014 — Басткон Премия «Чаша Бастиона». 2 место
- 2014 — Созвездие Аю-Даг. Премия им. А. Грина "Золотая цепь"
- 2015 — Филигрань. Премия "Малая Филигрань"

### Интервью
- Интервью Глеба Гусакова литературному порталу Книгозавр.
- Интервью с Глебом Гусаковым и Олегом Здановичем о книге «Хроники спасенного иконостаса» (видео). Архивировано 12 декабря 2012 года.
- Подарок для патриарха. — интервью с собирателем икон Олегом Здановичем
- Глеб Гусаков: «Икона должна лечь на душу».
- Глеб Гусаков, редактор издательства «Сталкер».
- Глеб Гусаков: «Мощная научная фантастика — признак великой державы!». Интервью с писателем.
- Глеб Гусаков: «Читатель перестал верить, что современная русская фантастика бывает хорошей». Архивировано 12 декабря 2012 года.
- Глеб Гусаков: "Союз физика и лирика". Архивировано 12 декабря 2012 года.
- Вымрут ли "Книгозавры"? Интервью Глеба Гусакова, Игоря Минакова и Сергея Чекмаева журналу "Пересадочная станция". Архивировано 22 января 2013 года.

### Рецензии на книги Гусакова
- Дмитрий Володихин о романе Ярослава Верова "Господин Чичиков".
- «В соработничестве с Духом Святым». — Ольга Шатохина о книге Г.Гусакова и О.Здановича «Благовещение. Хроники спасённого иконостаса»
- «Хранители вечных ценностей». — «Литературная газета» о книге «Благовещение. Хроники спасённого иконостаса»

### Прочее
- Веров Ярослав. // Фантасты современной Украины. Энциклопедический справочник / под редакцией доктора филологических наук, профессора И. В. Чёрного. — Харьков: Издательский дом «Инвестор», 2007.
- Официальный сайт фестиваля «Созвездие Аю-Даг».
- Партенит - чатланская планета. - "Независимая газета" 27-10-2011
- Официальный сайт издательства «Снежный Ком М». Архивировано 12 декабря 2012 года.
- Библиография автора.
- Статья о Глебе Гусакове (Ярославе Верове) в газете «Алуштинский вестник». Архивировано 12 декабря 2012 года.
- [www.livelib.ru/author/15547 Ярослав Веров]. Архивировано 12 декабря 2012 года.
- Г. В. Гусаков, знаток древнерусской религиозной живописи, эксперт — об иконах Юрия Кузнецова (видео).